# 南迴鐵路雙軌化暨提升為快鐵計畫
南迴鐵路雙軌化暨提升為快鐵計畫為交通部鐵道局所規劃之交通部臺灣鐵路管理局（略稱臺鐵或臺鐵局，現改制為臺灣鐵路公司）南迴線鐵路配合中華民國政府「西部高鐵、東部快鐵」之鐵路交通政策主軸，該計畫於2020年4月23日正式啟動可行性研究。2022年12月鐵道局將「南迴鐵路雙軌化暨提速計畫」可行性研究調整為「南迴鐵路線形改善暨瓶頸路段雙軌化可行性研究」，縮減為瓶頸路段雙軌化，但增加枋寮車站高架化之可行性評估。

## 沿革

### 背景
臺灣鐵路管理局南迴線鐵路東起臺東縣臺東車站西至屏東縣枋寮車站，全長98.2公里，於1992年正式通車，為臺灣環島鐵路最後一段竣工通車的路線。南迴線鐵路通車時全線為無電氣化區間，2009年鐵道局推動花東線鐵路瓶頸路段雙軌化暨全線電氣化計畫，涵蓋南迴線臺東—知本區間，並於2014年底竣工。
2013年6月行政院核定南迴鐵路電氣化，該計畫涵蓋臺鐵屏東線尚未電氣化之區間，潮州—枋寮段，以及南迴線枋寮—知本段，總施工路段全長123.4公里，斥資新臺幣276.13億元，並於2020年12月23日全線完工並通車。

### 計畫
交通部鐵道局原規劃南迴鐵路電氣化計畫時，原定屏東線潮州—枋寮採全面雙軌電氣化區間，後續中央政府考量竣工後初期營運、中央政府財政，及建設經費等多方因素，決議改採用兩階段雙軌化，故南迴鐵路電氣化計畫中僅辦理南州—林邊之間6.8公里的雙線電氣化，其餘區間維持單線電氣化。
2020年因應中華民國交通部推動「西部高鐵、東部快鐵」的政策，鐵道局評估認為，未來臺灣高鐵延伸屏東後雖然可降低東部居民至西部轉乘高鐵的距離與時間，但當前南迴線鐵路大部分路段均僅維持單軌區間，路線容量受到限制，再加上部分路段因繞山而行，線形不佳而淪為運轉速度的瓶頸，對於臺鐵各級列車班次與運轉調度均有不小的影響，因此鐵道局乃配合高鐵延伸屏東可行性研究案，合併辦理南迴鐵路全線雙軌化及臺鐵屏東六塊厝車站轉乘高鐵屏東站，轉乘機制的可行性研究評估，預計投資新臺幣2,293萬元完成該案之可行性研究報告，並於2020年4月23日對外招標。
2020年9月30日鐵道局公告由臺灣世曦工程顧問公司以新臺幣2,240萬元得標「南迴鐵路雙軌化及提升快鐵計畫可行性研究」，預計將耗費18個月的工作期程，完成可行性評估報告，其中期初報告已在2021年7月28日完成提送鐵道局，並已獲該局同意備查，期中報告2021年9月29日提送，刻正審查並準備召開審查會議。
2022年12月鐵道局將「南迴鐵路雙軌化暨提速計畫」可行性研究提報交通部審查會議，審查決議將「南迴鐵路雙軌化暨提速計畫」可行性研究，調整為「南迴鐵路線形改善暨瓶頸路段雙軌化可行性研究」。同時因應屏東縣政府要求，將枋寮車站高架化納入研究評估，2023年5月再將修正研究案報請交通部審查，預計2023年9月可完成。

## 路線
南迴鐵路雙軌化可行性研究計劃區間為屏東線六塊厝車站—南迴線臺東車站（不含）。

### 已雙軌化區間

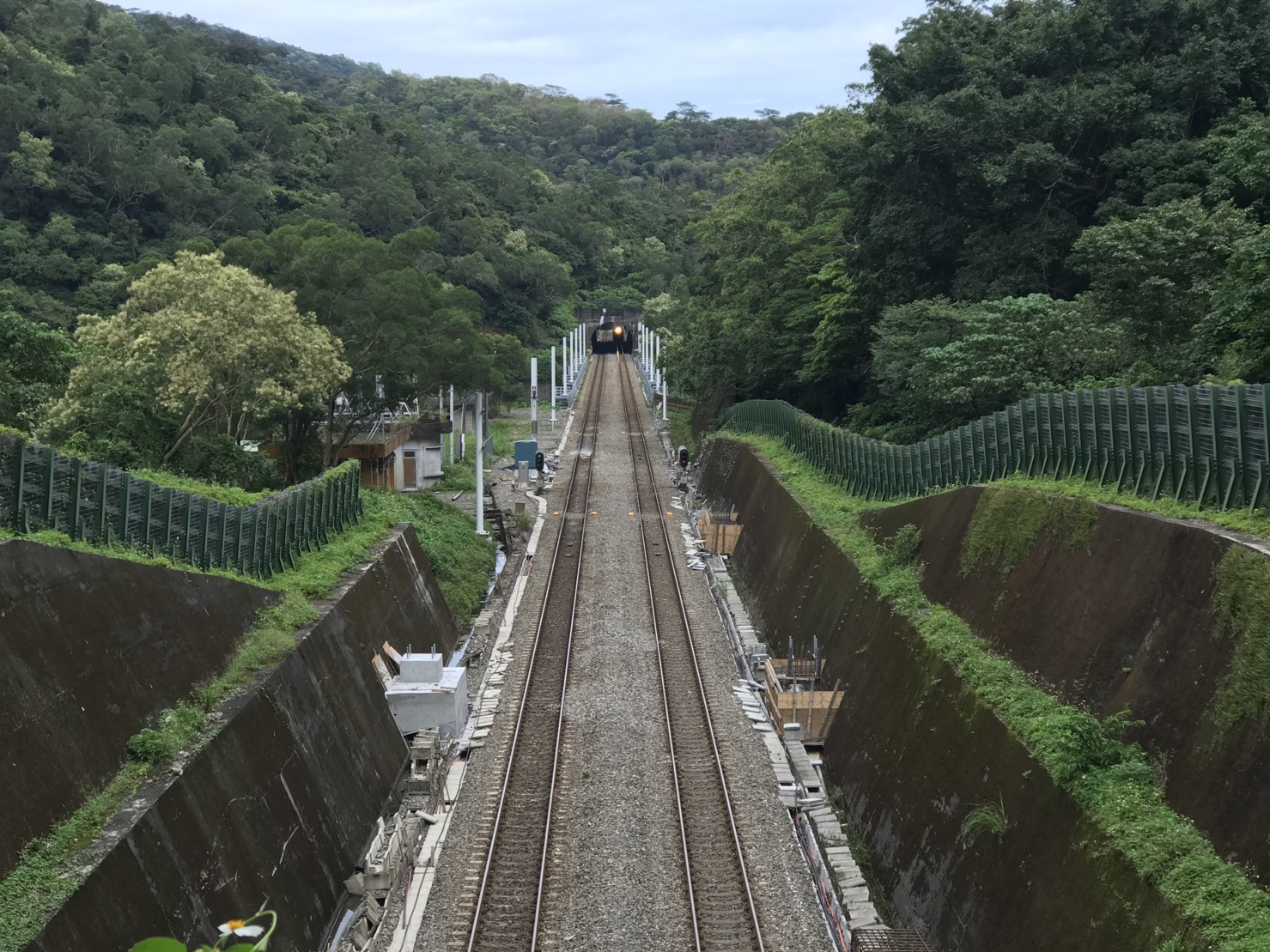
已雙軌化的南迴線菩安隧道西口至中央隧道東口雙軌化區間。

- 屏東線南州—林邊6.8公里[8]。（屏東線潮州站—枋寮站納入該計畫）
- 中央號誌站—古莊號誌站 16.8公里[9]。

### 已預留雙軌化區間
- 南太麻里溪橋（2009年八八水災沖毀，2014年11月重建竣工，新橋預留雙軌化與電氣化空間[10][11]。）
- 知本—康樂間之新建利嘉溪橋

### 另案辦理雙軌化區間
- 臺東—知本區間納入花東鐵路全線雙軌化辦理[8]。